# Chemin des Collines

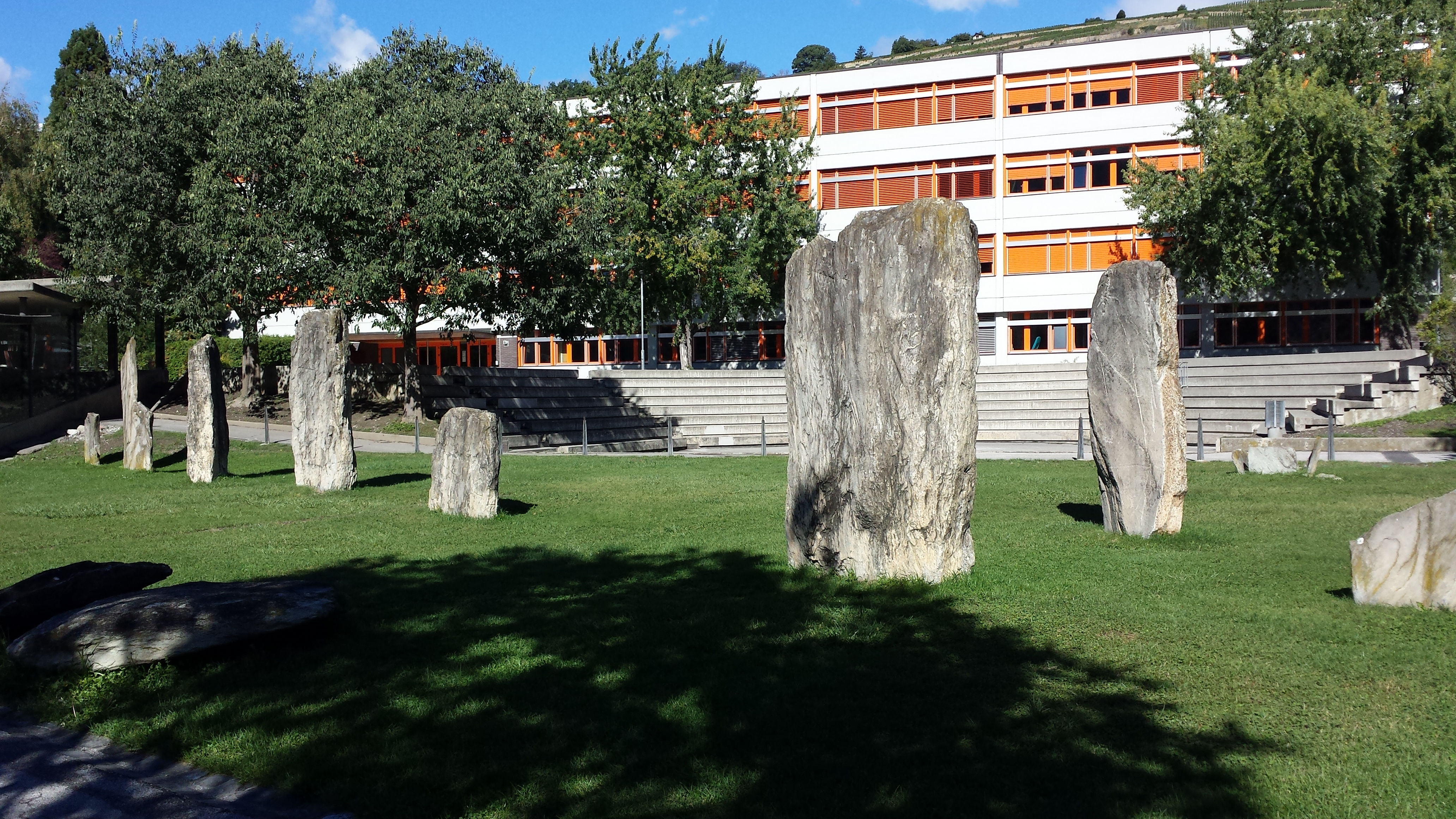
Chemin des Collines

Das West-Ost-orientierte Alignement Chemin des Collines ist in etwa eine doppelte Steinreihe, bestehend aus 13 Menhiren. Sie steht heute versetzt auf einer Wiese neben der gleichnamigen Strasse in Sitten im Kanton Wallis in der Schweiz.
Sechs der Menhire (Nr. 4–9) sind mit anthropomorphen und geometrischen Felsritzungen und Schälchen versehen. Das Alignement stammt vermutlich aus dem Mittelneolithikum.

## Kontext
Neben 15 einzeln stehenden Menhiren mit 2–4 m Höhe, die primär im Gebiet der Juraseen stehen, gibt es drei grosse Alignements, sodass in der Schweiz etwa 100 Menhire und Statuenmenhire bekannt sind.